# Nemertea (încrengătură)
Nemertea reprezintă o încrengătură de animale cu corpul plat. Lungimea corpului la diferiți reprezentanți variază de la câțiva milimetri până la 54 cm. Corpul lor este turtit dorso-ventral, nesegmentat și acoperit cu o cuticulă moale prevăzută cu cili antrenați în mișcare. Sunt considerate animale acelomate, lacunele interstițiale fiind umplute cu parenchim. Nemertenii se disting prin prezența unei trompe folosită la prinderea prăzii. Orificiul bucal se află ventral, se deschide în cavitatea bucală. Ea este urmată de un esofag, stomac căptușit cu celule care secreta enzime digestive. Apoi, urmează intestinul, ce ocupă cea mai mare parte din lungimea corpului, și prezintă numeroși diverticuli. Tubul digestiv se termină cu un anus. Organe specializate în respirație lipsesc, ea având loc prin difuzie. Sistemul circulator este de tip închis, alcătuit numai din două vase de sangvine paralele. Excreția se realizează prin protonefridii.